# 逸州
逸州是唐代黔州都督府所屬的一個羈縻州。其轄地在今廣西南丹西北附近一帶地方，是唐代招撫當地土著所設置的州縣，一般由其頭人任州官，宋代屬夔州路紹慶府。